# Stu Barnes
Stuart Douglas Barnes, dit Stu Barnes, (né le 25 décembre 1970 à Spruce Grove ville de l'Alberta au Canada) est un joueur professionnel retraité de hockey sur glace.

## Carrière

### Carrière en club

#### Carrière junior
Il commence sa carrière dans la ligue amateur de l'Alberta en 1985, l’Alberta Mens Hockey League avec l'équipe de sa ville natale. Deux ans plus tard, il rejoint la Ligue de hockey de l'Ouest et les Bruins de New Westminster. Pour sa première saison dans la LHOu, il remporte le trophée Jim-Piggott du meilleur joueur de la ligue dans sa première saison, on parle alors de joueur recrue (rookie). Il est également sélectionné deux saisons de suite dans la deuxième équipe type de la saison, en 1988 et 1989. Lors de cette seconde saison, il joue avec les Americans de Tri-City et remporte également le Trophée commémoratif des quatre Broncos, trophée pour le meilleur joueur de la LHOu.
Au cours de l'été qui va suivre, il participe au repêchage d'entrée dans la Ligue nationale de hockey. Il est choisi lors de la première ronde du repêchage par les Jets de Winnipeg, quatrième au total, derrière Mats Sundin, Dave Chyzowski et Scott Thornton. Il joue une dernière saison dans la LHOu et à l'issue de trois saisons dans la ligue junior, il possède des statistiques impressionnantes avec 386 points.

#### Carrière professionnelle
Il débute donc la 1991 avec les Jets de la LNH mais joue également dans la Ligue américaine de hockey pour les Hawks de Moncton. Il ne parvient pas à s'imposer au sein de l'effectif des Jets et le 25 novembre 1993, il rejoint les Panthers de la Floride en retour de Randy Gilhen. Après quatre saisons avec les Panthers, il rejoint les Penguins de Pittsburgh avec Jason Woolley contre Chris Wells en novembre 1996. Il arrive au sein de l'équipe de Pittsburgh alors que Mario Lemieux a pris sa retraite et il a la possibilité de jouer aux côtés de Jaromír Jágr. Après une saison 1997-1998 avec 30 buts, il est échangé à la fin de la saison suivante juste avant la date de fin de transferts. Matthew Barnaby fait le chemin inverse de Barnes en provenance des Sabres de Buffalo mais il ne réussit toujours pas à s'imposer avec les Sabres.
En 2003, il change une nouvelle fois d'équipe et rejoint les Stars de Dallas. Depuis 2005, il est propriétaire des Americans aux côtés de ses amis Olaf Kölzig et Dennis Loman.
Il annonce sa retraite le 28 août 2008, après seize saisons passées dans la LNH. Immédiatement après, il signe un contrat de trois saisons pour le poste d'entraîneur adjoint de Dave Tippett dans l'équipe dirigeante des Stars.

### Carrière internationale
Il joue pour le Canada lors du championnat du monde junior de 1990 et remporte la médaille d'or.

## Statistiques
Pour les significations des abréviations, voir Statistiques du hockey sur glace.

### Statistiques en club
| Saison     | Équipe                    | Ligue      |       | Saison régulière | Saison régulière | Saison régulière | Saison régulière | Saison régulière |    | Séries éliminatoires | Séries éliminatoires | Séries éliminatoires | Séries éliminatoires | Séries éliminatoires |
| Saison     | Équipe                    | Ligue      | PJ    | B                | A                | Pts              | Pun              | PJ               | B  | A                    | Pts                  | Pun                  |                      |                      |
| 1987-1988  | Bruins de New Westminster | LHOu       | 71    | 37               | 64               | 101              | 88               | 5                | 2  | 3                    | 5                    | 6                    |                      |                      |
| 1988-1989  | Americans de Tri-City     | LHOu       | 70    | 59               | 82               | 141              | 117              | 7                | 6  | 5                    | 11                   | 10                   |                      |                      |
| 1989-1990  | Americans de Tri-City     | LHOu       | 63    | 52               | 92               | 144              | 165              | 7                | 1  | 5                    | 6                    | 26                   |                      |                      |
| 1990-1991  | Équipe du Canada          | Int.       | 53    | 22               | 27               | 49               | 68               |                  |    |                      |                      |                      |                      |                      |
| 1991-1992  | Hawks de Moncton          | LAH        | 30    | 13               | 19               | 32               | 10               | 11               | 3  | 9                    | 12                   | 6                    |                      |                      |
| 1991-1992  | Jets de Winnipeg          | LNH        | 46    | 8                | 9                | 17               | 26               |                  |    |                      |                      |                      |                      |                      |
| 1992-1993  | Hawks de Moncton          | LAH        | 42    | 23               | 31               | 54               | 58               |                  |    |                      |                      |                      |                      |                      |
| 1992-1993  | Jets de Winnipeg          | LNH        | 38    | 12               | 10               | 22               | 10               | 6                | 1  | 3                    | 4                    | 2                    |                      |                      |
| 1993-1994  | Jets de Winnipeg          | LNH        | 18    | 5                | 4                | 9                | 8                |                  |    |                      |                      |                      |                      |                      |
| 1993-1994  | Panthers de la Floride    | LNH        | 59    | 18               | 20               | 38               | 30               |                  |    |                      |                      |                      |                      |                      |
| 1994-1995  | Panthers de la Floride    | LNH        | 41    | 10               | 19               | 29               | 8                |                  |    |                      |                      |                      |                      |                      |
| 1995-1996  | Panthers de la Floride    | LNH        | 72    | 19               | 25               | 44               | 46               | 22               | 6  | 10                   | 16                   | 4                    |                      |                      |
| 1996-1997  | Panthers de la Floride    | LNH        | 19    | 2                | 8                | 10               | 10               |                  |    |                      |                      |                      |                      |                      |
| 1996-1997  | Penguins de Pittsburgh    | LNH        | 62    | 17               | 22               | 39               | 16               | 5                | 0  | 1                    | 1                    | 0                    |                      |                      |
| 1997-1998  | Penguins de Pittsburgh    | LNH        | 78    | 30               | 35               | 65               | 30               | 6                | 3  | 3                    | 6                    | 2                    |                      |                      |
| 1998-1999  | Penguins de Pittsburgh    | LNH        | 64    | 20               | 12               | 32               | 20               |                  |    |                      |                      |                      |                      |                      |
| 1998-1999  | Sabres de Buffalo         | LNH        | 17    | 0                | 4                | 4                | 10               | 21               | 7  | 3                    | 10                   | 6                    |                      |                      |
| 1999-2000  | Sabres de Buffalo         | LNH        | 82    | 20               | 25               | 45               | 16               | 5                | 3  | 0                    | 3                    | 2                    |                      |                      |
| 2000-2001  | Sabres de Buffalo         | LNH        | 75    | 19               | 24               | 43               | 26               | 13               | 4  | 4                    | 8                    | 2                    |                      |                      |
| 2001-2002  | Sabres de Buffalo         | LNH        | 68    | 17               | 31               | 48               | 26               |                  |    |                      |                      |                      |                      |                      |
| 2002-2003  | Sabres de Buffalo         | LNH        | 68    | 11               | 21               | 32               | 20               |                  |    |                      |                      |                      |                      |                      |
| 2002-2003  | Stars de Dallas           | LNH        | 13    | 2                | 5                | 7                | 8                | 12               | 2  | 3                    | 5                    | 0                    |                      |                      |
| 2003-2004  | Stars de Dallas           | LNH        | 77    | 11               | 18               | 29               | 18               | 5                | 0  | 0                    | 0                    | 0                    |                      |                      |
| 2005-2006  | Stars de Dallas           | LNH        | 78    | 15               | 21               | 36               | 44               | 5                | 1  | 1                    | 2                    | 0                    |                      |                      |
| 2006-2007  | Stars de Dallas           | LNH        | 82    | 13               | 12               | 25               | 40               | 7                | 1  | 3                    | 4                    | 4                    |                      |                      |
| 2007-2008  | Stars de Dallas           | LNH        | 79    | 12               | 11               | 23               | 26               | 9                | 2  | 1                    | 3                    | 2                    |                      |                      |
| Totaux LNH | Totaux LNH                | Totaux LNH | 1 136 | 261              | 336              | 597              | 438              | 116              | 30 | 32                   | 62                   | 24                   |                      |                      |

### Carrière internationale
| Année | Compétition                 |   | PJ | B | A | Pts | Pun           |  | Résultat |
| 1990  | Championnat du monde junior | 7 | 2  | 4 | 6 | 6   | Médaille d'or |  |          |